# Margaret Wise Brown
Margaret Wise Brown (23 de mayo de 1910 - 13 de noviembre de 1952) fue una escritora estadounidense de libros para niños, incluidos Goodnight Moon y The Runaway Bunny, ambos ilustrados por Clement Hurd. Se la ha llamado "la laureada de la guardería" por sus logros.

## Biografía
Brown nació en Brooklyn, Nueva York, siendo la segunda de tres hijos de Maude Margaret (Johnson) y Robert Bruce Brown. Sus padres tuvieron un matrimonio infeliz. Inicialmente se crio en el vecindario Greenpoint de Brooklyn y asistió al internado Chateau Brilliantmont en Lausana, Suiza en 1923, mientras sus padres vivían en India y Canterbury, Connecticut . En 1925, asistió a la Escuela Kew-Forest. Comenzó a asistir a la Escuela Dana Hall en Wellesley, Massachusetts, en 1926, donde destacó en atletismo. Después de graduarse en 1928, Brown ingresó en Hollins College en Roanoke, Virginia.
Brown fue una ávida cazadora durante toda suh vida y se destacó por su capacidad para seguir el ritmo, a pie, de los sabuesos.
Tras graduarse con una licenciatura en inglés  de Hollins en 1932, Brown trabajó como maestra y también estudió arte. Mientras trabajaba en la Escuela Experimental de Bank Street en la ciudad de Nueva York, comenzó a escribir libros para niños. Bank Street promovía un nuevo enfoque en la educación y en la literatura infantil, enfatizando el mundo real y el "aquí y ahora". Esta filosofía influyó en el trabajo de Brown; también le sirvió de inspiración la poeta Gertrude Stein, cuyo estilo literario influyó en la  escritura de Brown.
El primer libro infantil publicado por Brown fue When the Wind Blew, publicado en 1937 por Harper & Brothers. Impresionado por el estilo "aquí y ahora" de Brown, W.R. Scott la contrató como su primera editora en 1938. A través de Scott, publicó la serie Noisy Book, entre otras. Como editor de Scott, uno de los primeros proyectos de Brown fue contratar a autores contemporáneos para que escribieran libros infantiles para la empresa. Ernest Hemingway y John Steinbeck no respondieron, pero la heroína de Brown, Gertrude Stein, aceptó la oferta. El libro de Stein The World is Round fue ilustrado por Clement Hurd, quien previamente se había asociado con Brown en Bumble Bugs and Elephants de WR Scott, considerado "quizás el primer libro de cartón moderno para bebés". Brown y Hurd se unieron más tarde en los clásicos de libros infantiles The Runaway Bunny y Goodnight Moon, publicados por Harper. Además de publicar una serie de libros de Brown, bajo su dirección WR Scott publicó el primer libro de Edith Thacher Hurd, Rush Hurry, y el clásico Caps for Sale de Esphyr Slobodkina.
De 1944 a 1946, Doubleday publicó tres libros ilustrados escritos por Brown bajo el seudónimo de "Golden MacDonald" (cooptado del personal de mantenimiento de su amiga) e ilustrados por Leonard Weisgard. Weisgard fue subcampeón de la Medalla Caldecott en 1946, y ganó la Medalla de 1947 por Little Lost Lamb y The Little Island. Dos más de sus colaboraciones aparecieron en 1953 y 1956, después de la muerte de Brown. El pequeño pescador, ilustrado por Dahlov Ipcar, se publicó en 1945. The Little Fur Family, ilustrada por Garth Williams, se publicó en 1946. A principios de la década de 1950, escribió varios libros para la serie Little Golden Books, incluidos The Color Kittens, Mister Dog y Scuppers The Sailor Dog.

## Relaciones personales y muerte
Mientras estuvo en Hollins estuvo brevemente comprometida. Salió, durante algún tiempo, con un desconocido "hombre bueno y tranquilo de Virginia", tuvo una larga aventura con William Gaston, y tuvo un romance de verano con Preston Schoyer. En el verano de 1940, Brown comenzó una relación a largo plazo con Blanche Oelrichs (cuyo seudónimo era Michael Strange), poeta, dramaturga, actriz y exesposa de John Barrymore. La relación, que comenzó como una mentoría, finalmente se volvió romántica y vivieron juntas en el número 10 de Gracie Square en Manhattan a partir de 1943. Como estudio, usaron Cobble Court, una casa de madera que luego se trasladó a Charles Street. Oelrichs, que era casi 20 años mayor que Brown, murió en 1950.
Brown recibió varios apodos en diferentes círculos de amigos. Para sus amigos de Dana School y Hollins, ella era "Tim", ya que su cabello era del color de Timothy Hay. Para los amigos de Bank Street, ella era "Brownie". Para William Gaston, ella era "Goldie", según el uso de Golden MacDonald como autor de The Little Island.
En 1952, Brown conoció a James Stillman 'Pebble' Rockefeller Jr. en una fiesta y se comprometieron. Más tarde ese año, mientras estaba en una gira por Niza, Francia, murió a los 42 años de una embolia, poco después de una cirugía por una ruptura del apéndice. Al levantar la pierna para mostrar a las enfermeras lo bien que se sentía, un coágulo de sangre que se había formado en la pierna se desprendió y llegó al corazón.
Un perfil de 1992 en el New Yorker "The Radical Woman Behind 'Goodnight Moon'" presentaba un viaje a través de la cabaña isleña de Brown ("Only House") en Vinalhaven, Maine, que aún conserva elementos de sus libros ilustrados. El perfil incluye una entrevista con Rockefeller, señalando que él era una de las pocas personas vivas que conocía bien a Brown. Tenían planeado casarse en Panamá y pasar la luna de miel a bordo de su barco, el Mandalay, pero ella no se recuperó.
“Estaba tan llena de vida”, dijo Rockefeller al entrevistador. “Y, sin embargo, debe haber habido un problema, en algún lugar a lo largo de la línea. Pero si acaso hubiera querido un matrimonio ordinario, con hijos, realmente no podía verla en eso".
En 2022, Rockefeller escribió sus memorias con el título Wayfarer, sobre su larga vida de aventuras, en las que mencionaba sus recuerdos de Brown.
En el momento de su muerte, Brown había escrito más de cien libros. Sus cenizas fueron esparcidas en su casa natal, "The Only House", en Vinalhaven, Maine.

## Legado
Brown legó las regalías de muchos de sus libros, incluidos Goodnight Moon y The Runaway Bunny, a Albert Clarke, el hijo de un vecino que tenía nueve años cuando ella murió. En 2000, el reportero Joshua Prager detalló en The Wall Street Journal la turbulenta vida de Clarke, que dilapidó los millones de dólares que recibió y que cree que Brown era su madre, afirmación que otros descartan.
Brown dejó más de 70 manuscritos inéditos. Después de intentar venderlos sin éxito, su hermana Roberta Brown Rauch los guardó en un baúl de cedro durante décadas. En 1991, su biógrafa Amy Gary de WaterMark Inc., redescubrió los paquetes con clips, más de 500 páginas mecanografiadas en total, y se dispuso a publicar las historias.
Muchos de los libros de Brown se han reeditado con nuevas ilustraciones décadas después de su publicación original. Otros están impresos con las ilustraciones originales. Sus libros han sido traducidos a varios idiomas; Leonard S. Marcus (Harper Paperbacks, 1999), Jill C. Wheeler (Checkerboard Books, 2006) y Amy Gary (Flatiron Books, 2017) han escrito biografías sobre Brown para niños. Hay un análisis freudiano de su "serie clásica" de libros de conejitos de Claudia H. Pearson, Have a Carrot (Look Again Press, 2010).

## En la cultura popular
Una versión ficticia de Brown aparece en la novela Goodnight June de Sarah Jio de 2014. En el libro, una serie de cartas entre Brown y el personaje Ruby Crain se utilizan para mostrar cómo la amistad de Crain con Brown y su librería de Seattle, Washington, influyó en la escritura de Goodnight Moon.

## Obras seleccionadas

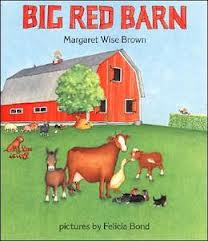
Big Red Barn (reedición), ilustrado por Felicia Bond

Durante su vida, Brown tuvo esencialmente cuatro editoriales: Harper & Brothers, WR Scott, Doubleday y Little Golden Books . Los libros escritos para Doubleday se publicaron bajo el seudónimo de "Golden MacDonald". Todos eran libros ilustrados sin páginas ilustrados por Leonard Weisgard. Dos aparecieron después de su muerte.

### Publicado póstumamente
- Little Frightened Tiger, illus. Leonard Weisgard (Doubleday, 1953) ‡
- Scuppers The Sailor Dog, illus. Garth Williams (Little Golden Books, 1953)
- Big Red Barn, illus. Rosella Hartman (W. R. Scott, 1956); re-issued by HarperCollins in 1989 illus. Felicia Bond
- The Little Brass Band, illus. Clement Hurd (Harper & Brothers, 1955)
- Three Little Animals, illus. Garth Williams (Harper, 1956)
- Home for a Bunny, illus. Garth Williams (Golden Press, 1956)
- Whistle for the Train, illus. Leonard Weisgard (Doubleday, 1956) ‡
- The Dead Bird, illus. Remy Charlip (Addison-Wesley Publishing, 1958), re-issued in 2016 with illustrations by Christian Robinson
- Under the Sun and the Moon and Other Poems, illus. Tom Leonard (Hyperion, 1993)
- Sleepy ABC, illus. Esphyr Slobodkina (HarperCollins, 1994)
- Another Important Book, illus. Christopher Raschka (Joanna Cotler Books, 1999)
- Bunny's Noisy Book, illus. Lisa McCue (Hyperion, 2000)
- The Fierce Yellow Pumpkin, illus. Richard Egielski (HarperCollins, 2003)
- The Fathers Are Coming Home, illus. Stephen Savage (Margaret K. McElderry Books, 2010)
- Count to 10 with a Mouse, illus. Kirsten Richards (Parragon, 2012)
- Goodnight Little One, illus. Rebecca Elliott (Parragon, 2012)
- Away in My Airplane, illus. Henry Fisher (Parragon, 2013)
- The Diggers, illus. Antoine Corbineau (Parragon, 2013)
- Sleep Tight, Sleepy Bears, illus. Julie Clay (Parragon, 2013)
- One More Rabbit, illus. Emma Levey (Parragon, 2014)
- The Noon Balloon, illus. Lorena Alvarez (Parragon, 2014)
- Goodnight Songs, multiple illustrators (Sterling Children's Books, 2014)
- Goodnight Songs: a Celebration of the Seasons, (Sterling Children's Books, 2014)
- Love Song of the Little Bear, illus. Katy Hudson (Parragon, 2015)
- The Find It Book, illus. Lisa Sheehan (Parragon, 2015)
- Goodnight Little One, illus. Rebecca Elliot (Parragon, 2016)
- Good Day, Good Night, illus. Loren Long (HarperCollins, 2017)
- Be Brave, Little Tiger!, illus. Jeane Claude (Parragon, 2017)
- The Happy Little Rabbit, illus. Emma Levey (Parragon, 2017)